# 都々古別神社の御田植
都々古別神社の御田植（つつこわけじんじゃのおたうえ）は、福島県東白川郡棚倉町八槻の八槻都々古別神社で、毎年旧暦の1月6日に豊作を祈って、神楽などとあわせてせりふと簡単な所作で稲作の作業過程を演じる民俗芸能である。
農の神である都々古別神社の拝殿で行われる最も古典的な豊年予祝の芸能である。杜家の神官が、楽人、舞人となり、せりふと簡単な所作で、堰の様子を確認する「せき検分」が演じられる。さらに拝殿を水田にみたてて「代かき」「畦ぬり」などの田植の諸準備が演じられ「田植」、そして「天狐の舞」が舞われ、最後に昼食として参列者に餅をまく。
年の始めなどに、あらかじめ稲作過程を模擬的に演じて、豊作を祈願する芸能は、田遊びや御田などとも呼ばれ、各地に伝承されている。この御田植は、神楽などとともに、せりふや所作で時に滑稽に稲作の作業過程を演じるもので、狂言をうかがわせる演じ方など、芸能の変遷過程や地域的特色を示している。  
2004年（平成16年）2月6日に重要無形民俗文化財に指定された。